# 국가인민군 공로메달

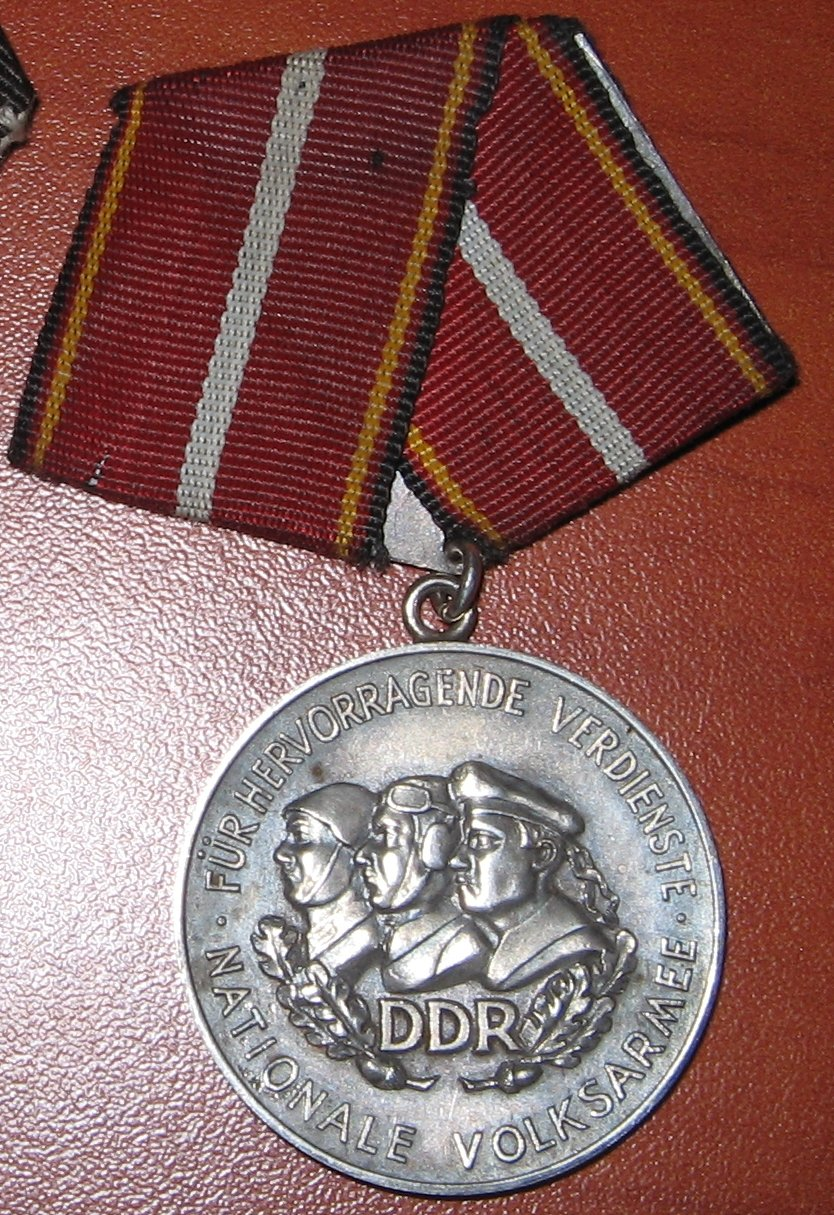
국가인민군 공로메달 은장

국가인민군 공로메달(國家人民軍 功勞-, 독일어: Verdienstmedaille der Nationalen Volksarmee)은 동독에서 수여되었던 훈장이었다.
1956년 6월 1일에 금,은,동 세 종류의 계급으로 제정되었다. 이 훈장은 전투 능력의 증가와 국가인민군의 전투 태세를 원조하는 데 걸출한 공로와 함께 자진해서 원조한 사람에게 수여되었던 훈장이었다.
3월 1일 국가인민군의 날이나 10월 7일 공화국의 날, 또는 공적을 세운 직후에 국가 방위에 공을 세운 사람에게 장관의 이름으로 수여되었다.

## 수상 기준
- 육군(Landstreitkräfte) 병사 및 장교
- 인민해군(Volksmarine) 병사 및 장교
- 공군(Luftstreitkräfte) 병사 및 장교
- 국가보안부 요원 및 장교
- 공무원
- 국가인민군에 종사하는 자
- 국가인민군에 기여한 자

수상 기준엔 군의 모든 계급에게 모든 급의 훈장을 수여할 수 있다고 되어있다. 그러나 실제로는, 금장은 보통 영관급과 장성급에 수여되고, 은장과 동장은 일반적으로 하사관들과 위관급 장교들에게 수여되었다.
최고 군인 휘장 (독일어: Bestenabzeichen)을 획득한 모든 계급의 군인들은 획득 7년 후에는 공로메달 동장을, 9년 후에는 은장을, 12년 후에는 금장을 얻을 수 있는 자격이 주어졌다.

## 같이 보기
- 동독의 상과 훈장들
- 국가인민군